# Еліас Петтерссон
Еліас Петтерссон (швед. Elias Pettersson; нар. 12 листопада 1998, Сундсвалль) — шведський хокеїст, нападник клубу НХЛ «Ванкувер Канакс». Гравець збірної команди Швеції.

## Ігрова кар'єра

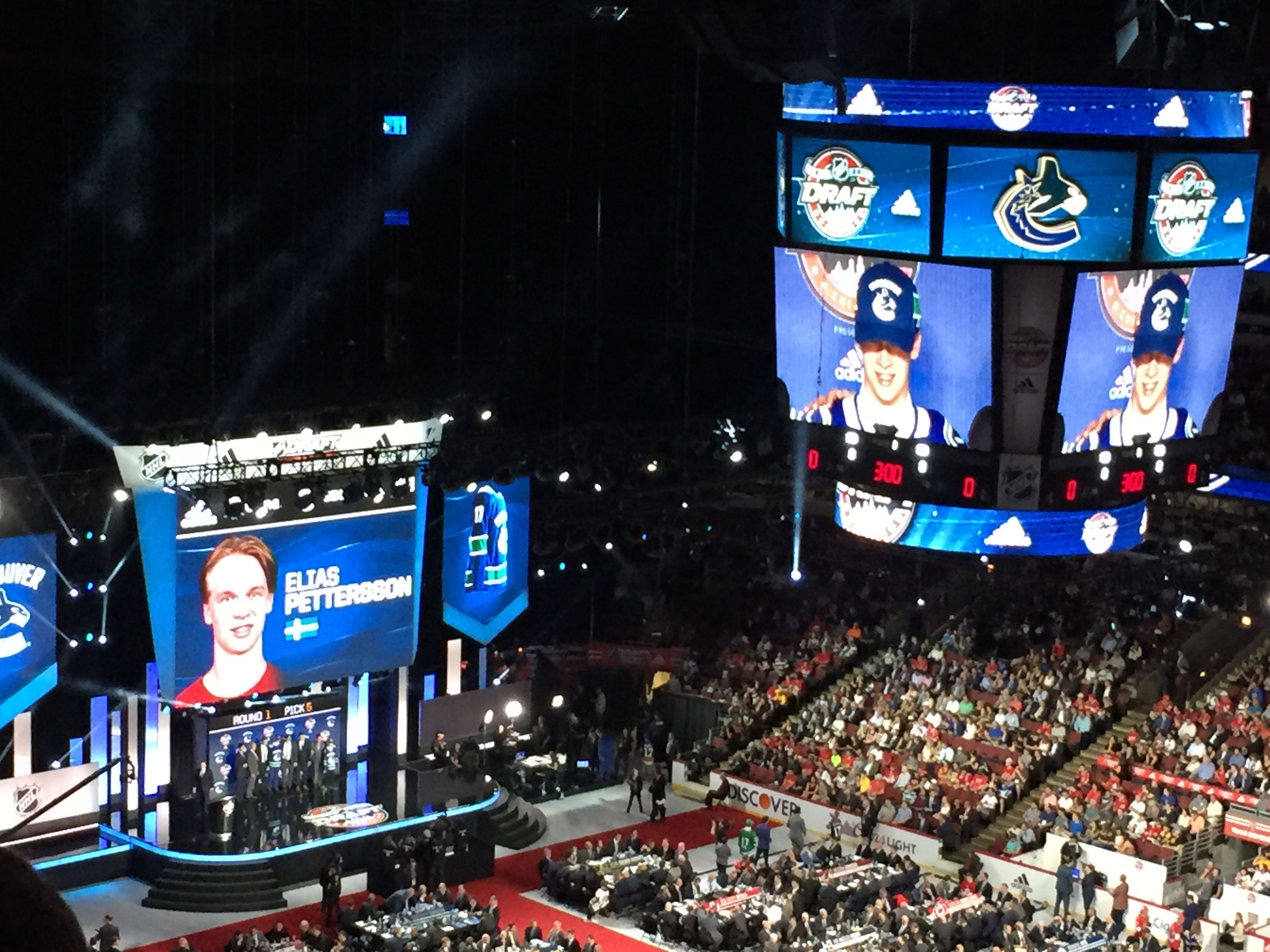
Петтерссона обирає Канакс на драфті НХЛ 2017.

Хокейну кар'єру розпочав на батьківщині 2014 року виступами за команду «Тімро».
6 квітня 2017 укладає трирічний контракт з клубом «Векше Лейкерс».
2017 року був обраний першим з шведських гравців на драфті НХЛ під 5-м загальним номером командою «Ванкувер Канакс».
25 травня 2018 укладає трирічний контракт з клубом НХЛ «Ванкувер Канакс». 3 жовтня 2018 Петтерссон відзначився першим голом закинувши шайбу в ворота Майка Сміта в переможному матчі 5–2 проти «Калгарі Флеймс». У грі проти «Флорида Пантерс» Еліас отримав травму та пропустив кілька матчів. 29 жовтня 2018 двічі відзначився в матчі проти «Міннесота Вайлд» 5–2. 1 листопада його було визнано найкращим новачком жовтня, а згодом і другого тижня грудня. 2 січня 2019 Петтерссона обрали на матч всіх зірок НХЛ, а того вечора він став автором першого хет-трику відзначившись тричі в переможному матчі 4–3 проти «Оттава Сенаторс». 18 березня 2019 зробивши передачу в переможному матчі 3–2 проти «Чикаго Блекгокс» Еліас перевершив рекорд для новачків по набраних очках, який до цього належав Павлу Буре та Івані Глінці. За підсумками дебютного сезону він став володарем Пам'ятного трофею Колдера.

## У складі збірних
У складі юніорської збірної Швеції срібний призер чемпіонату світу 2016.
У складі молодіжної збірної Швеції став срібним призером чемпіонату світу 2018. 
У складі національної збірної Швеції чемпіон світу 2018. Виступав також і на чемпіонаті світу 2019.

## Нагороди та досягнення
- Молодіжна команда всіх зірок НХЛ — 2019.
- Учасник матчу всіх зірок НХЛ — 2019, 2020, 2023, 2024.
- Пам'ятний трофей Колдера — 2019.

## Статистика

### Клубні виступи
| 2014–15      | «Тімро»           | J18          | 40  | 31  | 34  | 65  | 8  | 8  | 5  | 9  | 14 | 4 |
| 2014–15      | «Тімро»           | J20          | 6   | 4   | 9   | 13  | 2  | 1  | 1  | 1  | 2  | 0 |
| 2015–16      | «Тімро»           | J20          | 22  | 6   | 8   | 14  | 20 | —  | —  | —  | —  | — |
| 2015–16      | «Тімро»           | Аллсв        | 25  | 3   | 6   | 9   | 0  | 5  | 0  | 4  | 4  | 2 |
| 2016–17      | «Тімро»           | Аллсв        | 43  | 19  | 21  | 40  | 14 | 3  | 2  | 4  | 6  | 0 |
| 2016–17      | «Тімро»           | J20          | —   | —   | —   | —   | —  | 2  | 0  | 1  | 1  | 2 |
| 2017–18      | «Векше Лейкерс»   | ШХЛ          | 44  | 24  | 32  | 56  | 14 | 13 | 10 | 9  | 19 | 4 |
| 2018–19      | «Ванкувер Канакс» | НХЛ          | 71  | 28  | 38  | 66  | 12 | —  | —  | —  | —  | — |
| 2019–20      | «Ванкувер Канакс» | НХЛ          | 68  | 27  | 39  | 66  | 18 | 17 | 7  | 11 | 18 | 2 |
| 2020–21      | «Ванкувер Канакс» | НХЛ          | 26  | 10  | 11  | 21  | 6  | —  | —  | —  | —  | — |
| 2021–22      | «Ванкувер Канакс» | НХЛ          | 80  | 32  | 36  | 68  | 12 | —  | —  | —  | —  | — |
| 2022–23      | «Ванкувер Канакс» | НХЛ          | 80  | 39  | 63  | 102 | 14 | —  | —  | —  | —  | — |
| 2023–24      | «Ванкувер Канакс» | НХЛ          | 82  | 34  | 55  | 89  | 12 | 13 | 1  | 5  | 6  | 2 |
| 2024–25      | «Ванкувер Канакс» | НХЛ          | 64  | 15  | 30  | 45  | 14 | —  | —  | —  | —  | — |
| Усього в ШХЛ | Усього в ШХЛ      | Усього в ШХЛ | 44  | 24  | 32  | 56  | 14 | 13 | 10 | 9  | 19 | 4 |
| Усього в НХЛ | Усього в НХЛ      | Усього в НХЛ | 471 | 185 | 272 | 457 | 88 | 30 | 8  | 16 | 24 | 4 |

### Збірна
| Рік                | Команда            | Турнір             | Місце              |    | І | Г  | П  | О | ШХ |
| ------------------ | ------------------ | ------------------ | ------------------ | -- | - | -- | -- | - | -- |
| 2015               | Швеція             | МІГ18              | 2                  | 5  | 0 | 0  | 0  | 0 |    |
| 2016               | Швеція             | ЮЧС18              | 2                  | 7  | 1 | 7  | 8  | 4 |    |
| 2017               | Швеція             | МЧС                | 4-е                | 6  | 0 | 1  | 1  | 0 |    |
| 2018               | Швеція             | МЧС                | 2                  | 7  | 5 | 2  | 7  | 0 |    |
| 2018               | Швеція             | ЧС                 | 1                  | 5  | 1 | 2  | 3  | 0 |    |
| 2019               | Швеція             | ЧС                 | 5-е                | 8  | 3 | 7  | 10 | 2 |    |
| Молодіжна збірна   | Молодіжна збірна   | Молодіжна збірна   | Молодіжна збірна   | 25 | 6 | 10 | 16 | 4 |    |
| Національна збірна | Національна збірна | Національна збірна | Національна збірна | 13 | 4 | 9  | 13 | 2 |    |